# 班達里音樂
班達里音樂（Bandari），是伊朗南部波斯湾地带，几世纪前就被水手和在港口工作的劳工所传颂的音樂。大多数时候是在结婚或节日庆典中演奏。“班達里”在当地语言的意思是“港口的人们”。“班達爾”(bandar)在波斯语中意为“港口”。